# Gardenia volkensii
Gardenia volkensii är en måreväxtart som beskrevs av Karl Moritz Schumann. Gardenia volkensii ingår i släktet Gardenia och familjen måreväxter.

## Underarter
Arten delas in i följande underarter:
- G. v. spathulifolia
- G. v. volkensii
- G. v. saundersiae